# Ouriço-preto
O ouriço-preto(nome comum acadêmico) ou luís-cacheiro-preto(nome comum popular) (nome científico: Chaetomys subspinosus) é uma espécie de roedor da família dos eretizontídeos (Erethizontidae) que é endêmico da porção central da Mata Atlântica, do sul do estado de Sergipe, Bahia, Espírito Santo até o norte do Rio de Janeiro. Localizado na porção basal da árvore filogenética dos eretizontídeos, o ouriço-preto é a espécie mais antiga da família.
De hábitos arborícolas e dieta folívora, a espécie também é conhecida em alguns locais como borê, jaú-torino ou gandú. Devido à sua raridade e à capacidade de se manter camuflado em meio à vegetação, por mais de 35 anos a espécie não foi registrada pelos cientistas, o que levou os pesquisadores a suspeitarem que ela estava extinta na natureza. Na década de 80, durante uma expedição científica especialmente designada para avaliar sua existência e distribuição geográfica, o ouriço-preto foi redescoberta na natureza.
É provável que as populações de ouriço-preto estejam em franco declínio, principalmente devido à alteração e redução da Mata Atlântica, embora o seu estado de conservação não seja tão drástico como se considerava anteriormente. Por isso é categorizado como espécie vulnerável à extinção na Lista Vermelha da União Internacional para a Conservação da Natureza (UICN / IUCN), na Portaria MMA N.º 444 de 17 de dezembro de 2014 e no Livro Vermelho da Fauna Brasileira Ameaçada de Extinção do Instituto Chico Mendes de Conservação da Biodiversidade (ICMBio). Regionalmente, em 2005, foi entendida como vulnerável na Lista de Espécies da Fauna Ameaçadas do Espírito Santo; e vulnerável na Lista Oficial das Espécies da Fauna Ameaçadas de Extinção do Estado da Bahia (2017). Esta é atualmente a maior espécie de roedor ameaçada de extinção do Brasil, considerada prioritária à conservação por ser monotípica, endêmica e usada por humanos.
Mais recentemente, tem sido realizado um grande esforço por parte de pesquisadores brasileiros para estudar aspectos de sua biologia e propor políticas públicas dentro de um plano de ação nacional à sua conservação.

## Taxonomia e evolução
O ouriço-preto faz parte de um grupo de roedores da subordem Hystricognatha e família dos eretizontídeos (Erethizontidae) conhecidos como ouriços-cacheiros ou porcos-espinhos. Os animais deste grupo recebem estes nomes porque possuem o corpo provido de pelos rígidos e aristiformes, que funcionam como espinhos que participam dos mecanismo de defesa contra predadores. Os registros fósseis evidenciam a presença de ouriços-cacheiros na América do Sul desde o Oligoceno (23,7 a 36,6 milhões de anos atrás).
São reconhecidas 16 espécies na família, divididas em duas subfamílias: Erethizontinae e Chaetomyinae. O ouriço-preto é a única espécie atual da sub-familia Chaetomyinae e do gênero Chaetomys, sendo também a espécie mais divergente e basal (antiga) na filogenia da família dos eretizontídeos. Através de sequenciamento genético estimou-se que o ouriço-preto surgiu a cerca de 21 milhões de anos, enquanto todas as outras espécies de ouriços-cacheiros atualmente existentes do continente americano surgiram nos último 8 milhões de anos. Tais estimativas evidenciam o alto valor filogenético e evolutivo que a espécie representa.

## Morfologia externa

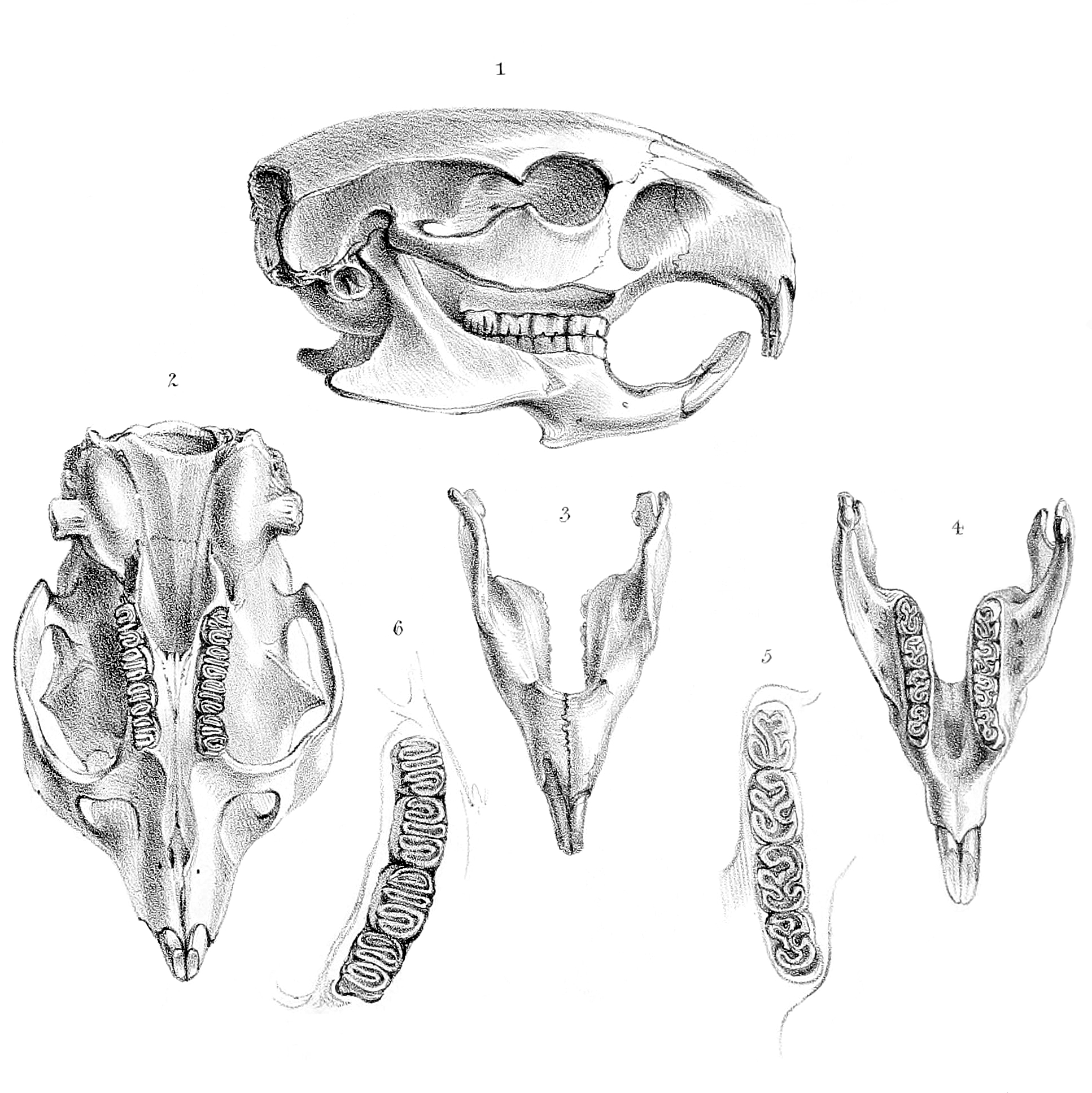
Crânio e dentição do ouriço-preto

O ouriço-preto é um roedor de porte médio, pesando de 1,2 a 2,3 quilos e medindo de 60 a 73 centímetros do focinho à ponta da cauda. Apesar do nome, o animal não é de coloração preta, mas sim apresenta uma coloração brunácea. Recebeu o adjetivo “preto” para diferenciá-lo de outra espécie simpátrica, também endêmica, Coendou insidiosus, chamada comumente de "luís-cacheiro-amarelo", que apresenta os espinhos bicolores (amarelo-preto), mas predominantemente amarelos.
O ouriço-preto também difere das demais espécies de ouriços-cacheiros do continente americano por apresentar os espinhos restritos à parte anterior do corpo (cabeça, pescoço e membros anteriores), enquanto que nas outras espécies os espinhas estão distribuídos em toda superfície dorsal e vão até a base da cauda. A pelagem do ouriço-preto é macia e uniformemente ondeada, cobrindo o dorso e as partes posteriores, sem rigidez, e se assemelha a cerdas. Ainda distinguindo-o dos demais ouriços-cacheiros, os espinhos da espécie não possuem farpas. Devido à ausência de espinhos rígidos na parte posterior do corpo, acredita-se que a espécie pode ser mais vulnerável do que outros ouriços quando exposta a predadores.

## Distribuição e habitat
A distribuição geográfica do ouriço-preto abrange as florestas da porção central da Mata Atlântica, desde o extremo norte do estado do Rio de Janeiro até o sul de Sergipe, incluindo os estados do Espírito Santo, Bahia e nordeste de Minas Gerais. Ao longo dessa distribuição, o ouriço-preto habita restingas arbóreas e também florestas úmidas e semideciduais em estágio médio a avançado de regeneração. Apesar da espécie ter sido anteriormente descrita habitando as sistemas agroflorestais à produção de cacau, as pesquisas mais elaboradas realizada posteriormente têm indicado que os ouriços-pretos evitam estas plantações assim como outros habitats estruturalmente simplificados da região sul da Bahia, tais como seringais e florestas em estágio inicial de regeneração, com altura inferior a 5 m. Por esta razão e pelo baixo sucesso em encontrá-los nestes ambientes, estes tipos de vegetação não podem ser considerados como habitats adequados para o ouriço-preto. Considerando que tais tipos de vegetação integram boa parte da cobertura florestal da região sul da Bahia, a quantidade de habitat para esta espécie na região é menor do que se supunha antes destas pesquisas detalhadas.

## Ecologia e comportamento
O ouriço-preto é um animal noturno e solitário. Tem hábito estritamente arborícola, gastando quase todo o seu tempo em cima de árvores e lianas. Possui diversas adaptações para o hábito arborícola: cauda preênsil, fortes garras e, ao invés de do hálux, apresenta uma grande calosidade móvel e preensora provida de uma estrutura óssea que alarga bastante a sola das patas. Estas adaptações auxiliam no seu equilíbrio e segurança durante o deslocamento pelos galhos e cipós.
Mais de 90 % da dieta do ouriço-preto é composta de folhas de árvores e lianas, um recurso alimentar fibroso e energeticamente pobre. Similar as outras espécies arborícolas folívoras, como as preguiças e os coalas, a espécie adota comportamentos que maximizam sua sobrevivência com baixo gasto de energia. Os animais passam a maior parte do tempo em repouso, apresentando movimentos letárgicos em alguns momentos e buscando maximizar sua camuflagem entre a vegetação para evitar predadores.
Os ouriços-pretos são altamente seletivos para se alimentar, preferindo folhas jovens de árvores leguminosas da família Fabacea, predominando em sua dieta as folhas de Inga thibaudiana, Albizia pedicellaris e Pera glabrata. Ao menos uma destas espécies de árvores aparece como predominante na dieta dos animais de diferentes localidades.
Para se alimentarem os animais selecionam grandes árvores próximas a bordas da floresta, provavelmente porque essas árvores recebem maior luminosidade e como consequência apresentam uma alta produtividade de folhas, o que leva a uma maior oferta e reposição de alimento. Para lidar com a dieta fibrosa de folhas, a espécie possui um grande ceco funcional e seleciona folhas jovens com altas concentrações de proteínas. Nas áreas de floresta cada indivíduo estabelece uma área de vida média em torno 2 hectares, que varia entre 0,5 e 15 hectares e onde o indivíduo monitora os recursos disponíveis. Por se alimentar desse recurso abundante (folhas de árvores secundárias iniciais abundantes), há sugestões de que a degradação e redução do habitat ocorridas na Mata Atlântica não limitariam a disponibilidade de alimento à espécie.
O ouriço-preto desloca-se por cima das árvores durante a noite e repousa em abrigos escuros durante o dia. Utiliza emaranhados de cipós, bromélias, ocos e folhas de palmeiras como abrigo. Raramente desce ao chão durante seus movimentos rotineiros e frequentemente utiliza cipós para se deslocar e repousar. A abundância de cipós determina a seleção de habitat pela espécie tanto na escala de paisagem quanto dentro das florestas.

## Perigos para animais de estimação
O ouriço eriça os pelos de suas costas quando se sente ameaçado, sendo importante ressaltar que o animal, apesar do potencial de causar complicações devido suas características, esta apenas assumindo um comportamento de defesa. Os animais domésticos são o verdadeiro perigo para o animal que se encontra ameaçado de extinção devido a diminuição de habitat natural. O animal por ser noturno, frugívoro e arborícola dificilmente se encontrará no mesmo ambiente dos animais de estimação, no entanto a cautela é valida, pois alguns cães, por exemplo, na primeira oportunidade podem atacar o pequeno animal. A melhor saída é o manejo por pessoa capacitada, devolvendo o ouriço à natureza, evitando assim o contato com os animais de estimação e quaisquer acidentes decorrentes do contato.[carece de fontes?]

## Estado de conservação e ameaças
Chaetomys subspinosus é considerada uma espécie vulnerável à extinção na Lista Vermelha da União Internacional para a Conservação da Natureza (UICN / IUCN) devido a sua restrita área de ocorrência e ao contínuo declínio da quantidade e qualidade de habitat disponível à espécie. O ICMBio também classifica a espécie como vulnerável. Mesmo considerando que a degradação e redução dos habitats podem não estar limitando os recursos alimentares do ouriço-preto, é evidente que outras pressões como perda de habitat, isolamento das populações, caça e fogo precisam ser controladas e minimizadas à conservação da espécie.
A principal ameaça ao ouriço-preto é a perda de habitat, pois mais de 80 % das áreas de florestas já foram destruídas ao longo de sua distribuição geográfica. O desmatamento tem continuado e, apesar do estado da Bahia abrigar potencialmente a maior população da espécie, este também foi o estado que apresentou as maiores taxas de desmatamento da Mata Atlântica nos anos de 2015 e 2016 segundo a Fundação SOS Mata Atlântica e o INPE, uma preocupante situação à conservação desta e de outras espécies endêmicas do bioma.
Outras ameaças ao ouriço-preto são a caça e o fogo. Tais práticas ainda são realizadas com alta frequência, mesmo em áreas protegidas. Além da caça ser proibida pela legislação brasileira, o ouriço-preto pode hospedar Toxoplasma gondii e outros agentes zoonóticos, sendo desaconselhado o seu consumo por causa do risco de transmissão de doenças.